# 国务院反垄断委员会
国务院反垄断委员会，是中华人民共和国国务院成立的国务院议事协调机构，负责反垄断工作。

## 沿革
2007年8月30日，第十届全国人民代表大会常务委员会第二十九次会议通过《中华人民共和国反垄断法》，自2008年8月1日起施行。该法第九条规定，“国务院设立反垄断委员会，……国务院反垄断委员会的组成和工作规则由国务院规定。”。2008年7月28日《国务院办公厅关于国务院反垄断委员会主要职责和组成人员的通知》（国办发〔2008〕104号）称，“根据《中华人民共和国反垄断法》的有关规定，成立国务院反垄断委员会。”2008年，国务院批准印发了《国务院反垄断委员会工作规则》，其中规定国务院反垄断委员会主要通过召开委员会全体会议、主任会议和专题会议履行职责，不替代成员单位和有关部门依法行政，商务部、发展改革委、工商总局要依法履行反垄断执法的职责。
2018年3月17日第十三届全国人民代表大会第一次会议通过《第十三届全国人民代表大会第一次会议关于国务院机构改革方案的决定》，批准《国务院机构改革方案》。方案规定：“组建国家市场监督管理总局。将国家工商行政管理总局的职责，国家质量监督检验检疫总局的职责，国家食品药品监督管理总局的职责，国家发展和改革委员会的价格监督检查与反垄断执法职责，商务部的经营者集中反垄断执法以及国务院反垄断委员会办公室等职责整合，组建国家市场监督管理总局，作为国务院直属机构。同时，组建国家药品监督管理局，由国家市场监督管理总局管理。将国家质量监督检验检疫总局的出入境检验检疫管理职责和队伍划入海关总署。保留国务院食品安全委员会、国务院反垄断委员会，具体工作由国家市场监督管理总局承担。国家认证认可监督管理委员会、国家标准化管理委员会职责划入国家市场监督管理总局，对外保留牌子。不再保留国家工商行政管理总局、国家质量监督检验检疫总局、国家食品药品监督管理总局。”

## 职责
2008年施行的《中华人民共和国反垄断法》第九条规定：“国务院设立反垄断委员会，负责组织、协调、指导反垄断工作，履行下列职责：
- （一）研究拟订有关竞争政策；
- （二）组织调查、评估市场总体竞争状况，发布评估报告；
- （三）制定、发布反垄断指南；
- （四）协调反垄断行政执法工作；
- （五）国务院规定的其他职责。”[1][2]

## 组成人员
| 2008年《国务院办公厅关于国务院反垄断委员会主要职责和组成人员的通知》确定的组成人员是： 主任 - 王岐山（国务院副总理） 副主任 - 陈德铭（商务部部长） - 张平（发展改革委主任） - 周伯华（工商总局局长） - 毕井泉（国务院副秘书长） 委员 - 张茅（发展改革委副主任） - 欧新黔（工业和信息化部副部长） - 姚增科（监察部副部长） - 张少春（财政部副部长） - 高宏峰（交通运输部副部长） - 马秀红（商务部副部长） - 黄淑和（国资委副主任） - 钟攸平（工商总局副局长） - 张勤（知识产权局副局长） - 张穹（法制办副主任） - 蔡鄂生（银监会副主席） - 桂敏杰（证监会副主席） - 魏迎宁（保监会副主席） - 王禹民（电监会副主席） 秘书长 - 马秀红（兼） 2010年调整委员： - 高虎城（商务部副部长）接替马秀红任委员兼秘书长 | 2013年《国务院办公厅关于调整国务院反垄断委员会组成人员的通知》（国办发〔2013〕77号）调整后的组成人员是： 主任 - 汪洋（国务院副总理） 副主任 委员 - 王超（商务部副部长） …… 秘书长 - 王超（兼） |

| 2018年7月11日《国务院办公厅关于调整国务院反垄断委员会组成人员的通知》（国办发〔2018〕51号）调整后的组成人员是： 主任 - 王勇（国务委员） 副主任 - 张茅（市场监管总局局长） - 孟扬（国务院副秘书长） 委员 - 胡祖才（发展改革委副主任） - 王江平（工业和信息化部副部长） - 甘藏春（司法部党组成员） - 程丽华（财政部副部长） - 戴东昌（交通运输部副部长） - 李成钢（商务部部长助理） - 刘国强（人民银行行长助理） - 翁杰明（国资委副主任） - 甘霖（市场监管总局副局长） - 贾楠（统计局副局长） - 梁涛（银保监会副主席） - 阎庆民（证监会副主席） - 綦成元（能源局副局长） - 贺化（知识产权局副局长） 秘书长 - 甘霖（兼） |

## 办事机构
国家市场监督管理总局竞争政策协调司（简称市场监管总局竞争政策协调司），与国务院反垄断委员会办公室合署办公，是国家市场监督管理总局内设机构。

### 沿革
2008年《国务院办公厅关于国务院反垄断委员会主要职责和组成人员的通知》规定，“国务院反垄断委员会的具体工作由商务部承担”。2008年，商务部新“三定”方案获国务院批准，根据商务部公布的《商务部主要职责内设机构和人员编制规定》，商务部成立反垄断局，承担《中华人民共和国反垄断法》规定的国务院反垄断委员会具体工作。国务院反垄断委员会办公室的职能由商务部反垄断局承担。2011年，国务院的编制部门正式批复要求在商务部设置国务院反垄断委员会办公室这一机构，加强人员配备，国务院反垄断委员会办公室由商务部反垄断局升格而来，两者合一设置为商务部反垄断局（国务院反垄断委员会办公室）。2011年6月，商务部反垄断局加挂“国务院反垄断委员会办公室”牌子。2011年9月，国务院反垄断委员会办公室正式成立，设在商务部反垄断局。原来商务部反垄断局承担国务院反垄断委员会的日常工作，正式设立办公室后，该工作由国务院反垄断委员会办公室承担。具体职责包括：“组织反垄断执法部门起草市场总体竞争状况评估报告、有关竞争政策和反垄断指南；通报交流有关部门反垄断工作情况，跟踪了解国外反垄断工作动向，建立各行业市场集中状况的数据库，承担协调反垄断执法的日常工作，负责委员会的会议组织和议定事项的督促检查，联系专家咨询组具体事务，完成委员会交办的其他事项。”
2008年时，中华人民共和国进行反垄断执法工作的机构是发展改革委、商务部、国家工商总局，分别负责价格垄断、经营者集中、滥用市场支配地位。商务部是反垄断执法的协调部门，2004年商务部在条法司内设立反垄断调查办公室，负责有关反垄断的立法及调查等工作，2008年升格为商务部反垄断局；国务院反垄断委员会办公室也设在商务部。2008年，国家工商总局成立反垄断与反不正当竞争执法局。另外发展改革委价格监督检查司承担反价格垄断执法工作。2008年8月1日起，企业、个人、行业组织可向上述三部门投诉涉嫌垄断的行为。经中央机构编制委员会批准，2011年7月1日中央机构编制委员会办公室印发《关于发展改革委价格监督检查司更名及调整编制的批复》（中央编办复字〔2011〕124号），同意国家发展改革委价格监督检查司更名为价格监督检查与反垄断局。
2018年，《国务院办公厅关于调整国务院反垄断委员会组成人员的通知》规定，“国务院反垄断委员会办公室设在市场监管总局，承担国务院反垄断委员会日常工作。”国家市场监督管理总局反垄断局负责委员会日常工作。
2021年11月18日，国家反垄断局正式挂牌成立。国家反垄断局作为国家市场监督管理总局对外保留的牌子。国家市场监督管理总局（国家反垄断局）竞争政策协调司负责政策协调（含查处行政性垄断、公平竞争审查），反垄断执法一司负责垄断协议与滥用市场支配地位案件调查，反垄断执法二司负责经营者集中审查。改革后，国家市场监督管理总局竞争政策协调司承担国务院反垄断委员会日常工作。

### 职责
根据有关规定，市场监管总局竞争政策协调司（国务院反垄断委员会办公室）的职责是：
1. 负责统筹推进竞争政策实施，负责反垄断综合协调工作。
2. 指导地方开展反垄断工作。
3. 牵头拟订反垄断制度措施和指南。
4. 组织实施公平竞争审查制度，督促指导各部门和地方开展公平竞争审查工作。
5. 负责滥用行政权力排除、限制竞争反垄断执法工作。
6. 承担反垄断案件内部法制审核工作。
7. 承担竞争政策和反垄断国际合作与交流工作。
8. 承担国务院反垄断委员会日常工作。

### 机构设置
根据有关规定，市场监管总局竞争政策协调司（国务院反垄断委员会办公室）设置下列机构：
- 综合处

### 历任领导
国务院反垄断委员会办公室历任主任、副主任是：

| 主任 - 尚明（2008年—2016年，商务部反垄断局局长兼） - 吴振国（2016年8月—2018年，商务部反垄断局局长兼） | 副主任 - 郑文（2008年—2015年，商务部反垄断局副局长兼） - 韩春霖（2015年11月—2018年1月，商务部反垄断局副局长兼） |

## 专家咨询组
2011年12月20日，国务院反垄断委员会在北京召开首届专家咨询组成立会议，商务部副部长、国务院反垄断委员会秘书长高虎城出席会议，并为专家咨询组成员颁发聘书。专家咨询组的主要职责是：“根据国务院反垄断委员会委托和委员单位需求，为竞争政策反垄断指南和规章，市场竞争状况评估报告，反垄断重大议题和重大事项，国内外反垄断重点热点问题等提供咨询意见。”
2014年，国务院反垄断委员会专家咨询组专家、中国社会科学院研究员张昕竹因违反国务院反垄断委员会专家咨询组工作纪律而被国务院反垄断委员会专家咨询组解聘。这是该专家咨询组2011年成立后首次解聘专家。
国务院反垄断委员会专家咨询组历任组长、副组长是：
| 组长 - 张穹（2011年12月－） | 副组长 - 黄勇（2011年12月－） |